# Scutellinia lusatiae
Scutellinia lusatiae är en svampart som först beskrevs av Mordecai Cubitt Cooke, och fick sitt nu gällande namn av Carl Ernst Otto Kuntze 1891. Scutellinia lusatiae ingår i släktet Scutellinia och familjen Pyronemataceae.   Inga underarter finns listade i Catalogue of Life.